# Березець
Березе́ць — село в Україні, у Львівському районі Львівської області. Населення становить 800 осіб. Братчикова столиця України.  р.Верещиця.
Орган місцевого самоврядування — Комарнівська міська рада.
Мурована сільська церква Найсвятішого Серця Ісуса — вже третя на цьому місці. Збудована 1931 року за проєктом Льва Левинського від 1924 року. Керував спорудженням майстер Грановський з Комарна. У плані являє собою триконх із високою квадратною навою, до якої примикає прямокутний присінок. Нава увінчана циліндричним барабаном із банею. Церква була зачинена у 1947-1989 роках. Ризниця добудована 1992 року. Відомо, що попередня церква Вознесіння Господнього була дерев'яна, збудована 1796 року. Зазнала ушкоджень під час Першої світової війни.

## Відомі люди
- Сбитов Павло Олегович (1994—2022) — військовослужбовець, випускник Львівського ліцею з посиленою військово-фізичною підготовкою імені Героїв Крут 2012 року. Герой України.
- О. Орест Папп (*01.08.1866 в с. Березець Рудківського пов. — †13.07.1941, с. Новосілки Опарські) — галицький греко-католицький священик з династії Паппів. Народився в родині о. Лева та Олімпії (Гинилевич). О. Орест був асистентом в 1892—1895 рр. в Старому Самборі, кооп. 1895—1905 в Кривчі, Мостиська, парохом 1905—1908 в Новосілці, Перемишль, Мак-Кіспорт (Пенсильванія) 1908—1909, адміністратором 1910—1911 в Малковичах, Перемишль, 1911—1912 — Куличковому, Сокаль, 1912 — (1936) — с. Вірхомля Новий Санч. Дружина — Софія Станиславівна Липська.